# Дневна кућа, ноћна кућа
Дневна кућа, ноћна кућа (пољ. Dom dzienny, dom nocny ) је роман Олге Токарчук, у издању Wydawnictwo Ruta 1998.

## Синопсис
Иако је номинално роман, Дневна кућа, ноћна кућа је пре сплет лабаво повезаних различитих прича, скица и есеја о животу прошлости и садашњости у ауторовом усвојеном дому Крајанову, пољском селу у Судетима близу Пољско-чешке границе. Иако су неки роман означили као најтеже дело Токарчукове, барем за оне који нису упознати са средњоевропском историјом, то је била њена прва књига која је објављена на енглеском.

## Публикација
Dom dzienny, dom nocny је први пут објавила Токарчукина независна издавачка кућа Wydawnictwo Ruta 1998.
Године 1999. књига је продата у 40.000 примерака, што ју је сврстало на шесто место међу годишњим бестселерима пољских аутора.
Крајем 2000. Bertelsmann је објавио роман на интернету. Из тог разлога, Dom dzienny, dom nocny постао је први роман у Пољској који је објављен на интернету у електронском облику. Књига је стављена на располагање као обичан текстуални фајл на веб страници Świat Książki. Овај догађај се сматра почетком тржишта е-књига у Пољској.

### Превод
Роман је на енглески превела преводилац Антонија Лојд Џонс као House of Day, House of Night. Први пут је објављен у Великој Британији од стране Granta Books-а 2002. године. Године 2003. објављена је у Сједињеним Државама у издању Northwestern University Press-а.
У Србији је роман издала издавачка кућа "Нолит" 2002. године, у преводу Милице Маркић.

## Пријем
У приказу из 1998. Јарослав Клејноцки описао је роман као „најамбициознији прозни пројекат Олге Токарчук“, а такође је указао да интегрише различите стилове и жанрове. Даријус Новацки, која је претходно критиковала Токарчукову, сматрала је роман као прво хвале вредно дело у њеном опусу. Кинга Дунин је похвалила Токарчукову што је у роману пронашла свој јединствени глас; Дунинова је такође сматрала да ће роман помоћи читаоцима да се изборе са страхом од смрти. 
Роман је награђен наградом публике Нике за 1999.

## Награде и почасти
- Међународна Даблинска књижевна награда - 2004. године (ужи избор)
- Нике награда публике 1999.
- Награда Владислав Рејмонт 1998.